# بوریو
بوریو (به ایتالیایی: Borrello) یک کومونه در ایتالیا است که در استان کییتی واقع شده‌است.

## خصوصیات
بوریو ۱۴ کیلومترمربع مساحت و ۳۹۴ نفر جمعیت دارد و ۸۰۴ متر بالاتر از سطح دریا واقع شده‌است.